# Elecciones estatales de Bremen de 2011
La elección estatal de Bremen de 2011 se celebró en Bremen el 22 de mayo de 2011, con el propósito de elegir a los miembros del  Bürgerschaft de Bremen.  Tras los comicios, el Partido Socialdemócrata y el Partido Verde fueron capaces de continuar con su coalición. Fueron autorizados diecinueve partidos y asociaciones políticas a participar en las elecciones. No pudieron hacerlo el Partido de los Ciudadanos y los Votantes Libres.
Los ciudadanos de dieciséis y diecisiete años pudieron votar por primera vez en estas elecciones. También hubo un cambio importante en el sistema de votación: mientras que hasta las elecciones de 2007, los votantes tenían  un solo voto, y sólo podían elegir entre listas cerradas, la nueva ley electoral les dio cinco votos que fueron capaces de distribuir libremente entre listas de partidos y candidatos de estas (sistemas de panachage y voto acumulativo).

## Temas y campaña
La Unión Demócrata Cristiana centró su campaña en el crecimiento económico y políticas de seguridad, así como políticas de restricción a las drogas ilegales. El lema de la CDU fue "Ahora a hacer lo correcto".
El BIW gastó aproximadamente 100.000 euros en campaña, Die Linke gastó 230.000 y Los Verdes 190.000.

## Resultados
Los resultados fueron:
|                        | #       | %       |
| ---------------------- | ------- | ------- |
| Inscritos              | 494.167 | 100,0 % |
| Votantes/Participación | 274.123 | 55,5 %  |
| Papeletas invalidadas  | 9.139   | 3,3 %   |
| Papeletas válidas      | 264.984 | 96,7 %  |

| Partido | Partido               | Votos            | %                | Escaños                 | Votos   | %      | Escaños                 | Votos       | %           | Escaños                 |             |
|         | Estado de Bremen      | Estado de Bremen | Estado de Bremen | Estado de Bremen        | Bremen  | Bremen | Bremen                  | Bremerhaven | Bremerhaven | Bremerhaven             | Bremerhaven |
| ------- | --------------------- | ---------------- | ---------------- | ----------------------- | ------- | ------ | ----------------------- | ----------- | ----------- | ----------------------- | ----------- |
|         | SPD                   | 505 348          | 38,6 %           | 36                      | 438 991 | 39,3 % | 30                      | 66 357      | 34,3 %      | 6                       |             |
|         | GRÜNE                 | 293 993          | 22,5 %           | 21                      | 251 863 | 22,6 % | 17                      | 42 130      | 21,8 %      | 4                       |             |
|         | CDU                   | 266 483          | 20,4 %           | 20                      | 227 622 | 20,4 % | 16                      | 38 861      | 20,1 %      | 4                       |             |
|         | DIE LINKE             | 73 769           | 5,6 %            | 5                       | 64 824  | 5,8 %  | 5                       | 8945        | 4,6 %       | &&&&&&&&&&&&&&00.&&&&-0 |             |
|         | BIW                   | 48 530           | 3,7 %            | 1                       | 34 713  | 3,1 %  | &&&&&&&&&&&&&&00.&&&&-0 | 13 817      | 7,1 %       | 1                       |             |
|         | FDP                   | 31 176           | 2,4 %            | &&&&&&&&&&&&&&00.&&&&-0 | 25 255  | 2,3 %  | &&&&&&&&&&&&&&00.&&&&-0 | 5921        | 3,1 %       | &&&&&&&&&&&&&&00.&&&&-0 |             |
|         | PIRATEN               | 24 935           | 1,9 %            | &&&&&&&&&&&&&&00.&&&&-0 | 21 074  | 1,9 %  | &&&&&&&&&&&&&&00.&&&&-0 | 3861        | 2,0 %       | &&&&&&&&&&&&&&00.&&&&-0 |             |
|         | NPD                   | 20 470           | 1,6 %            | &&&&&&&&&&&&&&00.&&&&-0 | 15 944  | 1,4 %  | &&&&&&&&&&&&&&00.&&&&-0 | 4526        | 2,3 %       | &&&&&&&&&&&&&&00.&&&&-0 |             |
|         | B+B                   | 12 379           | 0,9 %            | &&&&&&&&&&&&&&00.&&&&-0 | 9869    | 0,9 %  | &&&&&&&&&&&&&&00.&&&&-0 | 2510        | 1,3 %       | &&&&&&&&&&&&&&00.&&&&-0 |             |
|         | RRP                   | 11 442           | 0,9 %            | &&&&&&&&&&&&&&00.&&&&-0 | 8868    | 0,8 %  | &&&&&&&&&&&&&&00.&&&&-0 | 2574        | 1,3 %       | &&&&&&&&&&&&&&00.&&&&-0 |             |
|         | BBL                   | 5439             | 0,4 %            | &&&&&&&&&&&&&&00.&&&&-0 | 5439    | 0,5 %  | &&&&&&&&&&&&&&00.&&&&-0 | x           | x           | &&&&&&&&&&&&&&00.&&&&-0 |             |
|         | Dialog Grundeinkommen | 5136             | 0,4 %            | &&&&&&&&&&&&&&00.&&&&-0 | 5136    | 0,5 %  | &&&&&&&&&&&&&&00.&&&&-0 | x           | x           | &&&&&&&&&&&&&&00.&&&&-0 |             |
|         | BIP                   | 4534             | 0,3 %            | &&&&&&&&&&&&&&00.&&&&-0 | 3651    | 0,3 %  | &&&&&&&&&&&&&&00.&&&&-0 | 883         | 0,5 %       | &&&&&&&&&&&&&&00.&&&&-0 |             |
|         | FREIE WÄHLER BREMEN   | 2437             | 0,2 %            | &&&&&&&&&&&&&&00.&&&&-0 | 2437    | 0,2 %  | &&&&&&&&&&&&&&00.&&&&-0 | x           | x           | &&&&&&&&&&&&&&00.&&&&-0 |             |
|         | Für Bremerhaven       | 1981             | 0,2 %            | &&&&&&&&&&&&&&00.&&&&-0 | x       | x      | &&&&&&&&&&&&&&00.&&&&-0 | 1981        | 1,0 %       | &&&&&&&&&&&&&&00.&&&&-0 |             |
|         | PdB                   | 1303             | 0,1 %            | &&&&&&&&&&&&&&00.&&&&-0 | x       | x      | &&&&&&&&&&&&&&00.&&&&-0 | 1303        | 0,7%        | &&&&&&&&&&&&&&00.&&&&-0 |             |

## Post-elección

### Descripción general
Los socialdemócratas y los Verdes se mantuvieron como la coalición de gobierno. Los Verdes superaron a los demócratas cristianos de la CDU, logrando el segundo lugar en una elección por primera vez en la historia de Alemania. Jens Böhrnsen se mantuvo en el cargo de Alcalde.